# Vladimír Kovář (podnikatel)
Vladimír Kovář (* 2. ledna 1962 Praha) je český podnikatel a zakladatel softwarové firmy Unicorn. 
Narodil se 2. ledna 1962 v Praze. V roce 1985 vystudoval matematické inženýrství na Fakultě jaderné a fyzikálně inženýrské ČVUT. Poté dva roky pracoval jako systémový programátor EC 1045. V roce 1987 nastoupil do firmy Koospol, kde působil jako vedoucí týmu programátorů. V roce 1990 založil vlastní softwarovou firmu Unicorn. V roce 2009 získal ocenění Ernst & Young Podnikatel roku 2008.
V letech 2003–2010 zrekonstruoval zámeček ve Strachovicích, kde od roku 2015 provozuje Minipivovar Strachovice a od roku 2018 farmu spravující okolní zemědělskou a lesní půdu. V únoru 2020 dokončil rekonstrukci krkonošského komplexu horských Petrovy boudy, která stála celkem i s vybavením cca 180 milionů Kč. Komplex se skládá z hlavní budovy, ve které se nachází restaurace, šest apartmánů, turistická noclehárna pro 12 lidí, wellness a technické zázemí. V menší budově nazývané Ovčárna je samostatná ubytovací jednotka pro 12 lidí se čtyřmi koupelnami, saunou a kompletně vybavenou kuchyní.
Provozuje leteckou školu s vrtulníky, hotel v Chorvatsku a windsurfařskou základnu na řeckém ostrově Karpathos.
Dle časopisu Forbes se pravidelně vyskytuje v žebříčku 100 nejbohatších Čechů. Je ženatý a má čtyři děti.
Dne 12. dubna 2025 došlo u obce Hradecko na Plzeňsku k havárii sportovního vrtulníku Guimbal Cabri G2, který pilotoval Vladimír Kovář. Krátce před přistáním vrtulník ztratil rychlost a zřítil se do pole. Kovář utrpěl lehká poranění dolních končetin a byl při vědomí letecky transportován do plzeňské fakultní nemocnice. Dechová zkouška na alkohol byla negativní. Za příčinu nehody byla Ústavem pro odborné zjišťování příčin leteckých nehod označena chyba pilota.

## Mediální kauzy

### Petrovy boudy
Petrova bouda, původně historická horská ubytovna v Krkonoších, prošla od svého uzavření v roce 2007 postupným zanedbáváním a devastací, která vyvrcholila ničivým požárem v červenci 2011. Majitel boudy Vladimír Kovář plánoval rekonstrukci, avšak stavba zůstala opuštěná a nezabezpečená. Postupně chátrala, ačkoliv se úřady snažily majitele k nutným úpravám a opravám donutit. V létě 2010 stav památky rapidně zhoršil, což vedlo k iniciování správního řízení. Kritika směřovala k majiteli, který podle některých názorů mohl být odpovědný za záměrné zapálení boudy, aby umožnil její nahrazení novou stavbou, tentokrát zaměřenou spíše na turistiku než na historii.   Tuto teorii přiživil uhašený požár dva týdny před tím, který boudy zničil úplně. Po ničivém požáru se představitelé památkové ochrany s majitelem snažili dohodnout na dalším postupu, přičemž vznikla diskuse o podobě případné nové stavby na místě bývalé Petrovy boudy.

### Danube House
Rozhodčí soud při Hospodářské komoře ČR a Agrární komoře ČR v Praze rozhodl v roce 2012 ve prospěch společnosti CA Immo v sporu se skupinou Unicorn týkajícím se nájmu budovy Danube House v pražském Karlíně. Unicorn, podle soudu, porušil platební a další podmínky nájmu a je povinna zaplatit CA IMMO částku přibližně 35 milionů Kč plus úroky. Spor souvisel s řízeným vstupem formálního nájemce do likvidace, což mělo za cíl vyhnout se placení nájmu do roku 2013

### Mamut.cz
Jedná se o vyšetřování a soudní procesy spojené s e-shopem Mamut.cz, který byl provozován firmou Mammoth, vlastněnou společností Plus4U, která je součástí firem miliardáře Vladimíra Kováře. Tato kauza se týká ztráty velkého množství elektroniky značky Apple (celkem 107 tisíc telefonů Apple a 361 tisíc sluchátek AirPods). Ty byly dodávány přes e-shop Mamut firmám SBJ Trade a J.A.E., které měly část z nich následně pronajímat koncovým zákazníkům Následně se však zjistilo, že chybí nejen tato elektronika, ale i finanční prostředky.
Hlavní postavou kauzy je majitel těchto firem, podnikatele Břetislav Janoušek, který je podezříván z podvodu a dalších trestných činů, včetně neoprávněného nakupování nemovitostí. V roce 2018 uzavřel Janoušek zprostředkovatelskou smlouvu se společností Mammoth. Předmětem této smlouvy byla spolupráce s operátorem T-Mobile, kde měl osobní vazbu na vysoko postavené manažery, který měl do e-shopu Mamut.cz dodávat telefony a sluchátka značky Apple. Obchody se ale od začátku nedělaly přímo. Klíčovou roli sehrál samotný Janoušek a později jeho firmy J.A.E a SBJ Trade, které měly v ruce většinu kontraktů s novými zákazníky. Zároveň si zboží také vyzvedával ze skladů Mamutu a vozil dál ke svým zákazníkům. Od března 2021 Janoušek domluvil obdobný model dodávek i od společnosti J&T Leasing. Problém nastal, když během roku 2022 Janoušek zvyšoval množství objednávaného zboží s tím, že po službě pronájmu elektroniky vzrostla raketově poptávka díky vybavování home officů klientů.
Na podzim 2022 se začaly zpožďovat platby pro T- Mobile za zboží odebrané Janouškem přes e-shop, na což si operátor si stěžoval. Tato skutečnost vzbudila podezření, které na jaře 2023 vyústilo ve zjištění podvodu. Management Plus4U zjistil, že Janoušek vysoce překračoval svoje kompetence a zjevně lhal nejen Mammoth a Plus4U, ale i společnostem T-Mobile a J&T Leasing, kterým tvrdil, že zařízení, která se objednávají pro Mammoth, slouží zaměstnancům a spolupracovníkům Plus4U a Unicorn a jejich rodinným příslušníkům. Naproti tomu v Mammoth Janoušek tvrdil že klienty jsou zákazníci T-Mobile a J&T Leasing. Vedení Mammothu si od Janouška vyžádalo účetnictví a seznam zákazníků, ten se však na sjednané schůzky nedostavil a od března 2023 není známo, kde se nachází. Mammoth se v důsledku kvůli tomuto podvodu dostal do platební neschopnosti a podal na sebe insolvenční návrh. V důsledku Janouškova jednání vznikla společnosti Plus4U škoda 182 milionů Kč.
O případ se začala zajímat Národní centrála proti organizovanému zločinu, přičemž po začátku vyšetřování došlo k vypnutí datového úložiště Plus4U, které Mamut používal, což vzbudilo pozornost insolvenčního správce Mamutu Pavla Fabiana, který to označil jako nestandardní krok. Na podzim 2023 přešlo 19 společností spadající pod Plus4U pod jiné mateřské firmy z Kovářova koncernu, kdy se jednalo o restrukturalizační změny, ke kterým dochází průběžně v důsledku postupného vývoje jejich podnikatelského zaměření a činnosti a podle Plus4U nemají tyto změny souvislost s probíhající kauzou.
Plus4U po celou dobu vyšetřování upozorňuje, že minimálně část dodávek elektroniky byla problematická, protože některé zboží bylo fakturováno vícekrát. Zároveň se také mohlo stát, že zmizelé telefony se dostaly zpět do prodeje v Česku, a to přes jiné e-shopy. Vlastníkem tak mohl být prakticky kdokoliv, kdo si zakoupil iPhone v letech 2018 až 2023 v jakémkoliv kamenném nebo online obchodě. Společnost proto vyhlásila pátrací akci s názvem Lovci jablek, která je postavena na jednoduché online aplikaci, do které může jakýkoliv uživatel telefonů Apple vyplnit jejich sériové číslo. Pokud se toto číslo shoduje s databází telefonů, o které v podvodu jde, majitel telefonu může získat 100 tisíc Kč.
V srpnu 2023 podala Plus4U trestní oznámení na insolvenčního správce Mammoth Pavla Fabiana za porušení své zákonné povinnosti při správě cizího majetku. Insolvenční správce totiž uznával sporné, nedostatečně podložené pohledávky T-Mobile a J&T Leasing, kdy si nevyžádal jejich doložení a naopak odmítal uznat podložené pohledávky jiných věřitelů. Z tohoto důvodu požádala městské státní zastupitelství v Praze aby do insolvenčního řízení vstoupilo kvůli pochybnostem o jeho vedení. Dalším sporným bodem v této kauze jsou v soudním řízení předložené dokumenty ze strany T-Mobilu, konkrétně smlouva s Mammoth a ručitelské prohlášení, na které jsou podle Plus4U padělané podpisy, což bylo potvrzeno znaleckým posudkem z oboru kriminalistika a písmoznalectví, který byl insolvenčnímu správci předložen. Podle tohoto posudku mají podpisy diametrálně odlišnou stavbu oproti originálům.
V červenci 2024 podal insolvenční správce Pavel Fabián trestní oznámení na jednatele i samotnou společnost Mammoth z důvodu nesoučinnosti a maření práce správce v insolvenčním řízení, což podle nej ztěžuje zajištění majetkové podstaty firmy. Správce uvedl, že jednatelé firmy neposkytli potřebné dokumenty, včetně účetnictví a soupisu majetku. Protistrana naopak argumentovala, že většina dokumentů byla uložena na online úložišti Plus4U Business Territory, ke kterému po ukončení smlouvy nemají přístup. Mammoth dluží svým věřitelům téměř sedm miliard korun, přičemž největšími věřiteli jsou operátor T-Mobile a J&T Leasingová společnost. Mammoth však označuje část pohledávek za spornou, protože dodávky telefonů měly být podle nich pouze fiktivní a některé zboží bylo fakturováno vícekrát, na čemž mají minimálně nepřímý podíl také by manažeři T-Mobile a J&T Leasing.
Mammoth označuje část pohledávek za spornou, protože dodávky telefonů měly být podle nich pouze fiktivní. Správce uvedl, že jednatelé firmy neposkytli potřebné dokumenty, včetně účetnictví a soupisu majetku, a že mu poskytli nesprávné informace o stavu peněžních účtů. Jednatelé tvrdili, že většina dokumentů byla uložena na online úložišti Plus4U Business Territory, ke kterému po ukončení smlouvy nemají přístup. Insolvenční správce má podezření, že došlo k porušování povinností v insolvenčním řízení a že dochází k páchání trestného činu. Naopak, firma Plus4U Fair Pay spřízněná s Unicornem již dříve podala trestní oznámení na insolvenčního správce a požádala městské státní zastupitelství v Praze, aby do insolvenčního řízení vstoupilo kvůli pochybnostem o jeho vedení.
Na konci roku 2024 insolvenční správce popřel přihlášené pohledávky největšího věřitele T-Mobilu v hodnotě přibližně 3,1 miliardy Kč. Důvodem popření jsou formální i obsahové nedostatky ve smlouvách a související dokumentaci mezi Mammothem a T-Mobilem. T-Mobile na to reagoval podáním trestní oznámením na insolvenčního správce Pavla Fabiana kvůli nečinnosti a ignorování důkazů, což však Fabian odmítá. Pohledávky T-Mobilu popřel také druhý největší věřitel J&T Leasing, který zpochybnil skutečný rozsahu dodávek operátora do e-shopu Mamut.cz. Insolvenční správce zároveň po J&T a T-Mobilu požaduje vrácení peněz inkasovaných z Mamutu v období před jeho krachem. Po operátorovi chce správce vrátit přibližně 1,3 miliardy Kč, po J&T kolem 300 milionů Kč. Pohledávky T-Mobilu jsou momentálně popřeny a operátor proto připravuje proti insolvenčnímu správci žalobu, jejímž předmětem bude určení pravosti a výše popřených pohledávek, o čemž bude rozhodovat soud.